# De lege ferenda
Lex ferenda est une locution latine qui signifie « future loi » dans le sens de « la loi que nous devons créer » (par opposition à la lex lata qui désigne « la loi actuelle » dans le sens du droit positif). Cette opposition « correspond, de fait, à la nécessaire distinction entre le droit en vigueur (qui oblige et confère des droits de façon actuelle) et celui qui ne l’est pas, même s’il serait très souhaitable qu’il le fût ».
L'expression dérivée de lege ferenda signifie « en vertu de la loi qui reste à faire ». Ces expressions sont généralement utilisées dans le cadre de propositions d'améliorations législatives, en particulier dans la littérature universitaire, à la fois dans les pays anglo-américains et dans les systèmes juridiques continentaux. Elles sont également utilisées en droit international public.
La prospective juridique, ou approche prospective en droit, est l'attitude des travaux de dogmatique juridique qui proposent de changer la législation ou la jurisprudence.